# Tomas Kurth
Pour les articles homonymes, voir Kurth.
 (novembre 2024).
La mise en forme du texte ne suit pas les recommandations de Wikipédia : il faut le « wikifier ».
Les points d'amélioration suivants sont les cas les plus fréquents. Le détail des points à revoir est peut-être précisé sur la page de discussion.
- Les titres sont pré-formatés par le logiciel. Ils ne sont ni en capitales, ni en gras.
- Le texte ne doit pas être écrit en capitales (les noms de famille non plus), ni en gras, ni en italique, ni en « petit »…
- Le gras n'est utilisé que pour surligner le titre de l'article dans l'introduction, une seule fois.
- L'italique est rarement utilisé : mots en langue étrangère, titres d'œuvres, noms de bateaux, etc.
- Les citations ne sont pas en italique mais en corps de texte normal. Elles sont entourées par des guillemets français : « et ».
- Les listes à puces sont à éviter, des paragraphes rédigés étant largement préférés. Les tableaux sont à réserver à la présentation de données structurées (résultats, etc.).
- Les appels de note de bas de page (petits chiffres en exposant, introduits par l'outil «  Source ») sont à placer entre la fin de phrase et le point final[comme ça].
- Les liens internes (vers d'autres articles de Wikipédia) sont à choisir avec parcimonie. Créez des liens vers des articles approfondissant le sujet. Les termes génériques sans rapport avec le sujet sont à éviter, ainsi que les répétitions de liens vers un même terme.
- Les liens externes sont à placer uniquement dans une section « Liens externes », à la fin de l'article. Ces liens sont à choisir avec parcimonie suivant les règles définies. Si un lien sert de source à l'article, son insertion dans le texte est à faire par les notes de bas de page.
- La présentation des références doit suivre les conventions bibliographiques. Il est recommandé d'utiliser les modèles {{Ouvrage}}, {{Chapitre}}, {{Article}}, {{Lien web}} et/ou {{Bibliographie}}. Le mode d'édition visuel peut mettre en forme automatiquement les références.
- Insérer une infobox (cadre d'informations à droite) n'est pas obligatoire pour parachever la mise en page.

Pour une aide détaillée, merci de consulter Aide:Wikification.
Si vous pensez que ces points ont été résolus, vous pouvez retirer ce bandeau et améliorer la mise en forme d'un autre article.
Tomas Kurth (né le 22 juillet 1955 à Stuttgart, Allemagne), également connu sous le nom de Vanderkurth (parfois Van der kurth), est un artiste allemand. Il est actif en tant que peintre, graveur, sculpteur, musicien et designer, entre autres domaines. Ses œuvres ont été présentées dans de nombreuses expositions et dans un film documentaire.

## Biographie
Tomas Kurth a fréquenté le Dillmann-Gymnasium (de) à Stuttgart. Il a tenu sa première exposition publique alors qu'il était encore élève. Dès le milieu des années 1970, Kurth a étudié le design graphique à Stuttgart sous la direction de Robert Förch, et a commencé à travailler comme restaurateur, restaurant des œuvres d'art dans des églises et châteaux du sud-ouest de l'Allemagne.
À la fin des années 1970, Kurth a commencé à vivre à Bad Liebenzell-Monakam dans une commune alternative, créant des œuvres d'art dans divers styles. Lors d'une exposition à Calw en 1978, Kurth a présenté des gravures et des dessins au crayon, principalement des paysages et des natures mortes. Il a été remarqué que certaines gravures montraient des anthropomorphismes d'objets, comme un réveil qui mord un crayon. Les critiques de presse ont été positives, et la technique de Kurth a été qualifiée de « virtuose », un article prédisant que son « succès ne tarderait pas à venir ». Pendant cette période, Kurth a également produit et interprété l'album underground Picknick im Neanderthal avec son groupe Flick Flack Huckepack. L'album a été produit sur cassette audio.

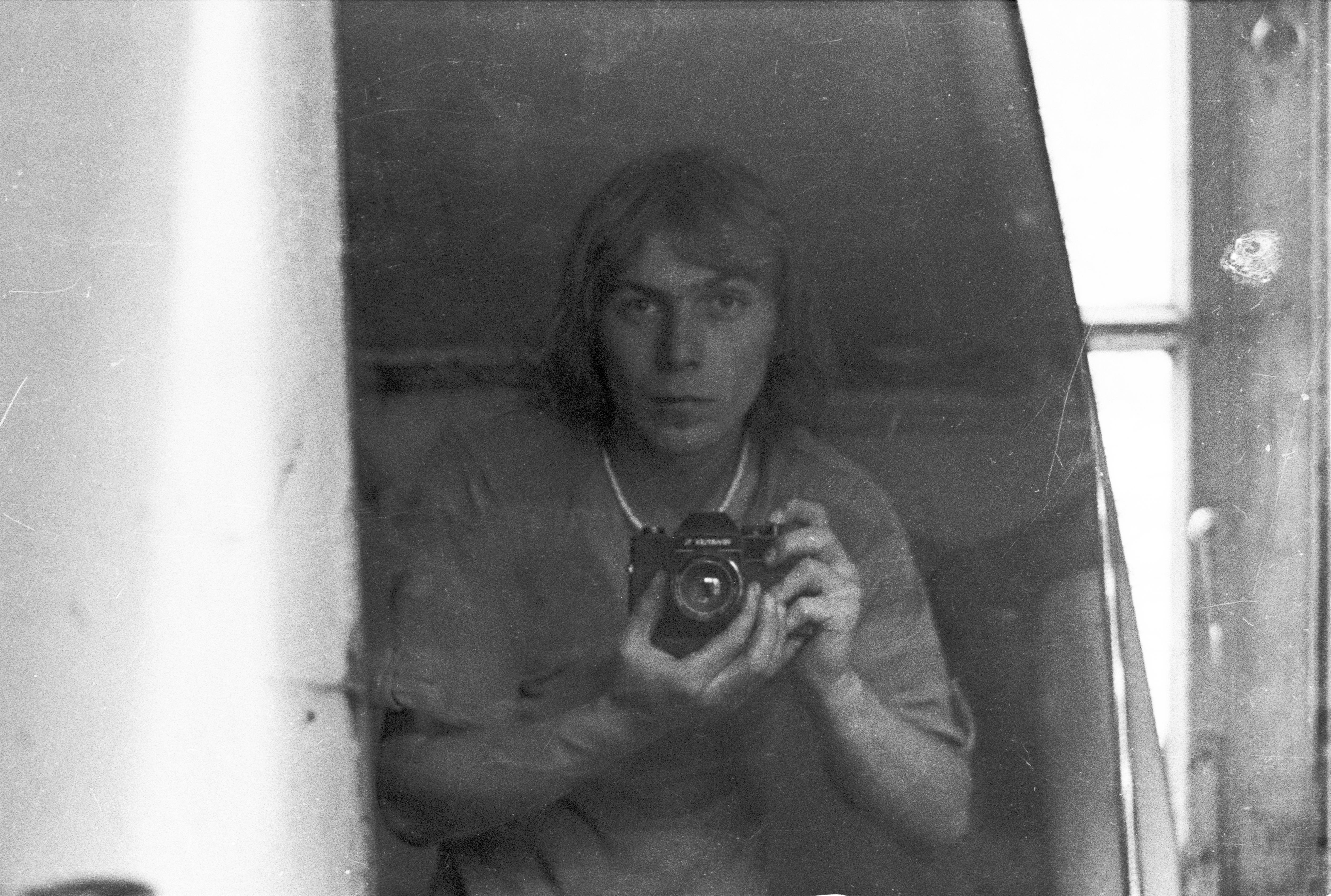
Autoportrait, vers 1978 à Bad Liebenzell-Monakam.

Entre 1980 et 1986, Kurth a étudié l'art à l'ABK Stuttgart sous la direction de Peter Grau et Wolfgang Gäfgen,. Dans les années 1980, il a conçu et peint des arrière-plans photographiques pour des campagnes publicitaires commandées par Porsche, Lancia et Fiat. Kurth a également travaillé dans divers postes créatifs sur des séances photo publicitaires produites par Scholz & Friends, Springer & Jacoby et d'autres agences pour Mercedes-Benz, Jaguar et Bosch. À partir des années 1980, Kurth a commencé à réaliser diverses peintures murales en collaboration avec leurs concepteurs, comme les toilettes de Tomi Ungerer à Plochingen. À Augsbourg, il a participé à la restauration de parties de la galerie de l'église Sainte-Anne, et en 1991, le travail de design intérieur et de restauration de Kurth à l'Abbaye de Bebenhausen a été discuté et illustré dans le magazine allemand Schöner Wohnen.
En novembre 1991, Kurth a passé plusieurs mois sur l'île de Taprobane (en) au Sri Lanka. Pendant cette période, il n'a peint que des îles. Lors d'une exposition à Reutlingen du 30 avril au 30 juin 1994, il a été noté que Kurth s'était alors spécialisé dans des « peintures de paysages classiques avec une touche d'humour ». L'exposition présentait 85 œuvres de quatre artistes et a reçu des critiques positives. Dans un compte rendu, la peinture à l'huile de Kurth, Hirsch mit Röhren, a été l'œuvre mise en avant et analysée, qualifiée de « variante humoristique des portraits d'animaux classiques ».
À la fin des années 1990, Kurth a réalisé plusieurs œuvres axées sur le cubisme, tout en conservant son approche humoristique. Il les a présentées lors d'une exposition solo à Reutlingen en 1999, qui a reçu des critiques positives. Kurth lui-même a mentionné qu'il abordait le cubisme de manière ironique. Bien que certaines peintures de l'exposition fassent directement référence à ce style, Susanne Till souligne que la majorité pouvait être classée comme comportant des éléments de réalisme magique. En octobre 1999, Kurth a créé une présence en ligne pour sa galerie Bildbar, proposant des expositions virtuelles et un espace de rencontre virtuel pour échanger des idées. Pour la réédition en 2002 de plusieurs albums de Fred Frith, Kurth a conçu les pochettes des albums.
Vers 2004, Kurth a commencé une série de plus de cent peintures représentant des îles, inspiré par l'idée qu'il avait eue en 1991 sur l'île de Taprobane. En promouvant cette série en 2010, Kurth a ajouté à sa galerie Bildbar le sous-titre Manufaktur für einsame Inseln (Atelier pour îles solitaires). Peu après, il a créé une série humoristique de peintures de grande taille intitulée "Portemonnaie d'artist", représentant des portefeuilles vides. À l'occasion d'une exposition présentant des peintures de cette série, Harald Amelung a déclaré :

« Tomas Kurth a étudié à l'Académie des Beaux-Arts de Stuttgart à une époque où l'art conceptuel et l'abstraction étaient très en vogue, et il s'est opposé à ces tendances: il a toujours peint dans un style expressionniste et figuratif. Dans ses œuvres, il critique les tendances contemporaines de manière réfléchie. »

— Harald Amelung
Tout au long des années 2000 jusqu'aux années 2010, Kurth a réalisé plusieurs centaines de dessins humoristiques représentant des verres d'ouzo dans divers contextes et styles, dessinés sur des tickets de bar. Il les appelait « Ouzographien ». Entre 2014 et 2019, la galerie Bildbar de Kurth a participé à cinq éditions de la « Lange Nacht der Museen » (« Nuit des musées ») de Stuttgart.
À partir de 2020, avec sa série Denkmäler (Monuments), Kurth s'est spécialisé pendant un certain temps dans la création de statues. À l'été 2021, la série comprenait environ 40 sculptures. Selon Kurth, ces monuments ne sont « pas destinés aux personnalités célèbres comme d'habitude, mais aux 'gens ordinaires' ».

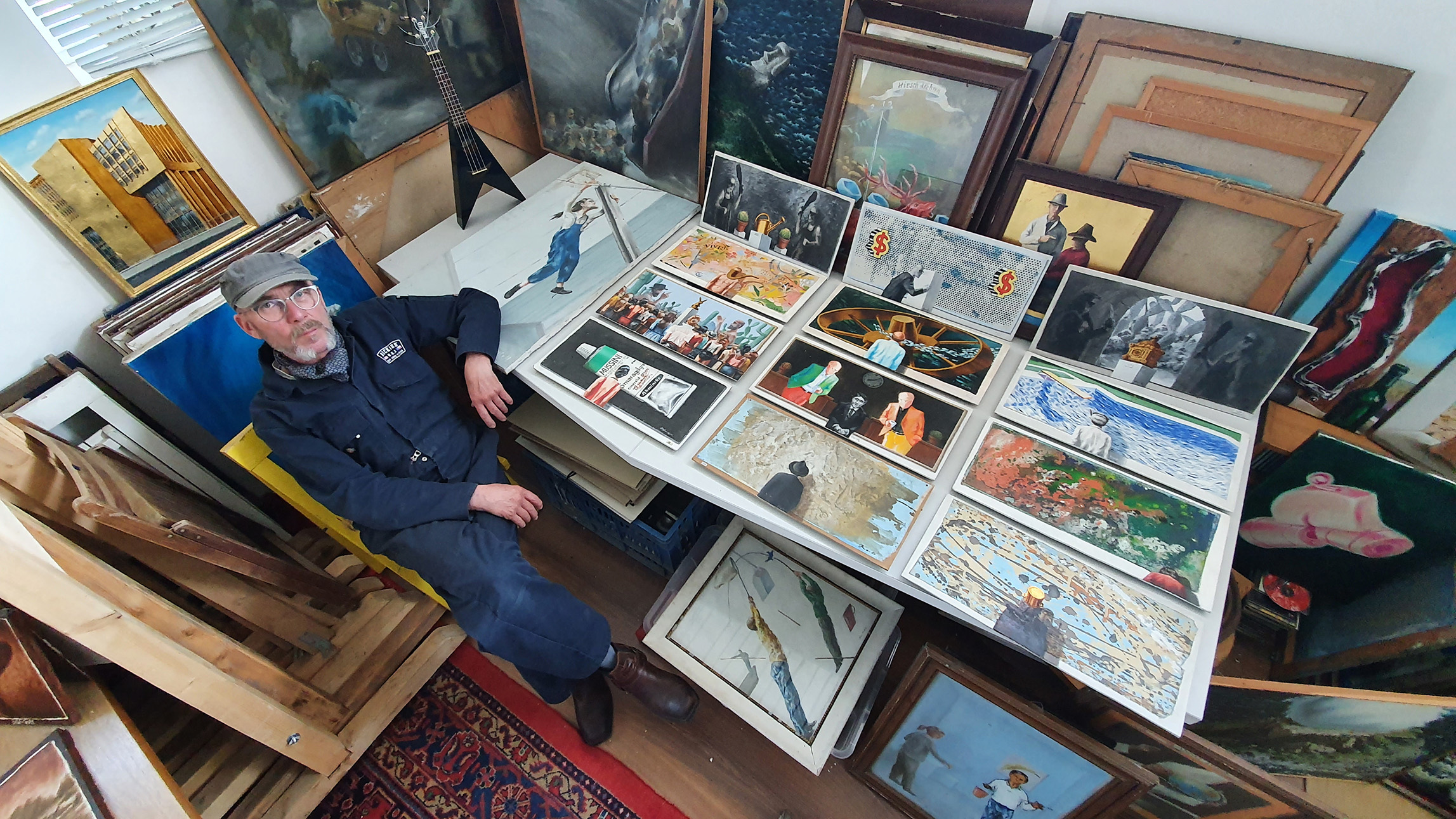
Tomas Kurth en avril 2021, entouré de certaines de ses peintures.

Comme œuvre principale prévue de sa série Monuments, Kurth a dévoilé la Statue de la Liberté de Stuttgart dans sa ville natale le 26 juin 2021. Selon ses propres déclarations lors de l'événement, elle était censée« symboliser le dépassement de la phase la plus difficile de la pandémie de coronavirus ». L'inauguration de la statue a été rapportée à la télévision et dans la presse, et sa création ainsi que la vie et l'œuvre de Kurth ont été documentées dans le film long métrage Statue of Liberty réalisé par Alexander Tuschinski,. Le film a été présenté en avant-première le 2 juillet 2022 au Delphi Arthaus Kino à Stuttgart,. Après avoir remporté des prix à Tokyo et avoir été projeté à Portland, Oregon, le film a concouru pour le Baden-Württembergischer Filmpreis 2022,. Eugen Zentner considère que le film fait partie de la contre-culture allemande des années 2020. Le 23 septembre 2022, Kurth a ouvert un jardin de sculptures à côté de sa galerie Bildbar où il expose ses statues.
En 2023, le Theaterhaus Stuttgart (de) a présenté une rétrospective de l'œuvre de Kurth, exposant des œuvres de différentes étapes de sa carrière dans les espaces publics du théâtre sur plusieurs étages. L'année suivante, Kurth a publié son livre Secret of Pisa, qui comprend des dessins humoristiques, des gravures et des peintures impliquant la Tour de Pise.
Outre les arts visuels, Kurth se produit également en tant que musicien et joue ses propres compositions à l'ukulélé et à l'harmonica dans divers lieux, apparaissant dans plusieurs vidéoclips depuis 2021.

## Œuvre
La carrière artistique de Kurth couvre divers genres et styles. En 2024, il a réalisé plusieurs centaines de peintures et un grand nombre de dessins et gravures. Depuis 1976, Kurth travaille en tant qu'artiste indépendant, possédant des ateliers à Stuttgart et Ulm depuis 1992. À partir des années 1970, ses œuvres ont été exposées,, principalement dans le sud de l'Allemagne. À Stuttgart-Ouest, Kurth dirige la Bildbar, sa propre galerie où il expose ses œuvres, un lieu qualifié de « rendez-vous artistique populaire ».
Le style de Tomas Kurth est souvent satirique et se caractérise par une vision humoristique du monde et de la société. Ses peintures ont été décrites comme « humoristiques, énigmatiques et extrêmement divertissantes ». Kurth travaille souvent avec des références humoristiques aux styles visuels de différentes époques et cultures. Il travaille généralement en séries, développant une idée à travers plusieurs œuvres dans un style similaire. Christine Wawra mentionne que certaines peintures de Kurth sont stylistiquement proches de la caricature.

« Toutes ses œuvres partagent un sens de l'humour subtil et une vision souvent ironique de la société. »

— Guide de programme de la rétrospective au Theaterhaus Stuttgart (de)